# MS Queen Victoria
El MS Queen Victoria es un crucero de la clase Vista, propiedad de la Cunard Line. Su diseño ha sido modificado con respecto a los anteriores barcos de la clase Vista, siendo más largo que los demás.
Desde su introducción en la flota de Cunard hasta 2008, operó junto al transatlántico RMS Queen Elizabeth 2, y actualmente, también opera junto al RMS Queen Mary 2 y el MS Queen Elizabeth.
Es el segundo barco más grande en la historia de la empresa, siendo de mayor tamaño que el RMS Queen Mary de 1936, el RMS Queen Elizabeth de 1940 y el Queen Mary 2 de 2003.
Es el primer crucero construido por Fincantieri para la Cunard.

## Características
Aunque la distribución de los salones principales del Queen Victoria es similar en otros barcos de la clase Vista, el lujo con que están decorados sus interiores sobrepasa la típica decoración de los cruceros contemporáneos.
Muchos de estos interiores son la continuación de los salones y áreas públicas que más popularidad obtuvieron a bordo de su predecesor, el Queen Elizabeth 2, y de su compañero de ruta y actual buque insignia de Cunard, el Queen Mary 2. Algunas de dichas estancias son el Queens Room (una enorme sala de baile y actividades sociales), el Teatro Royal Court y The Grills (deslumbrantes restaurantes sumamente lujosos).
Las grandes suites y las habitaciones tienen un estilo único, propio de la Cunard, destacando la decoración interior de las suites, que en elgunos casos incorpora materiales como el mármol rosado.
Tiene su casco pintado de negro y la superestructura en color blanco brillante, características de todos los barcos de la flota de Cunard, así como una reminiscencia de la apariencia exterior de los grandes cruceros del pasado, con su chimenea pintada con los colores tradicionales de Cunard, lo que lo diferencia de los demás barcos de la clase Vista.

## Historia

### Construcción
El Queen Victoria originalmente fue destinado a la Holland America Line, pero su empresa matriz, Carnival Corporation & plc, lo transfirió a la Cunard Line.
La quilla fue puesta en grada en los astilleros de Fincantieri en 2003. Sin embargo, debido a la reestructuración dentro de Carnival Corp., así como una posterior decisión de Cunard de introducir modificaciones en el diseño e incorporar aspectos que habían tenido éxito en el Queen Mary 2, el casco fue designado para convertirse en el MS Arcadia de P&O Cruises.
Un nuevo Queen Victoria fue encargado en 2004, siendo 11 metros más largo y 5000 toneladas más grande que el original, y con una capacidad de pasajeros que aumentó a más de 2000.
Construido en los astilleros de Fincantieri, en Italia, el Queen Victoria es básicamente un barco de la clase Vista, un tipo de crucero utilizado también por otras navieras, como la Holland America Line, la cual posee el MS Zuiderdam, el MS Oosterdam, el MS Westerdam y el MS Noordam, los cuales comparten muchas de las características interiores y exteriores del Queen Victoria. Carnival Cruises posee asimismo el Carnival Miracle y el Carnival Spirit, los cuales son similares a los barcos de la clase Vista.
Su quilla fue puesta el 12 de mayo de 2006, y fue botado el 15 de enero de 2007. El 24 de agosto de ese año, salió del puerto de Venecia para iniciar sus pruebas de mar. Después de su entrega a Cunard, llegó a Southampton con la atención de los medios el 7 de diciembre. Ese mismo día, fue bautizado oficialmente por Camilla, Duquesa de Cornualles, continuando la tradición de los Queens de Cunard de ser bautizados por miembros de la Familia Real.

### Servicio

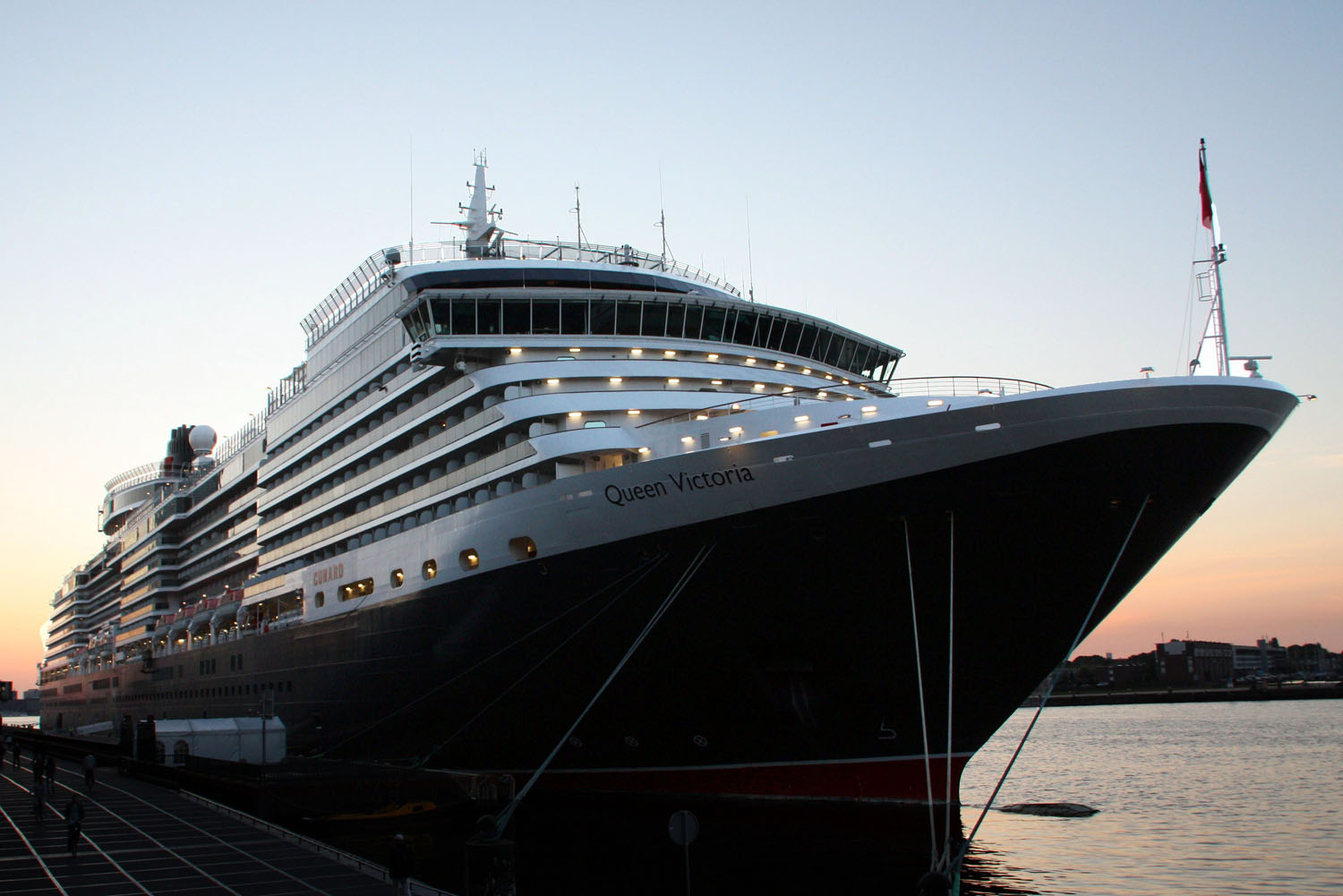
El Queen Victoria en Ámsterdam, 2010

El Queen Victoria emprendió su viaje inaugural, un crucero de 10 días por el norte de Europa, el 11 de diciembre de 2007. A continuación y después de un crucero por las Islas Canarias, realizó su primer viaje por el mundo, que duró 107 días.
La primera etapa de este viaje fue cruzar el Atlántico junto con el Queen Elizabeth 2 hasta Nueva York; donde los dos se reunieron con el Queen Mary 2 cerca de la Estatua de la Libertad, el 13 de enero de 2008, con un despliegue de fuegos artificiales de celebración, marcando la primera vez que tres Queens de la Cunard Line han estado presentes en el mismo lugar. Cunard declaró que esta también sería la única vez que los tres barcos se reunirían, debido a la inminente retirada del servicio del QE2 a finales de 2008, aunque los barcos volvieron a coincidir en Southampton el 22 de abril de 2008, como consecuencia de un cambio en los horario de este último.

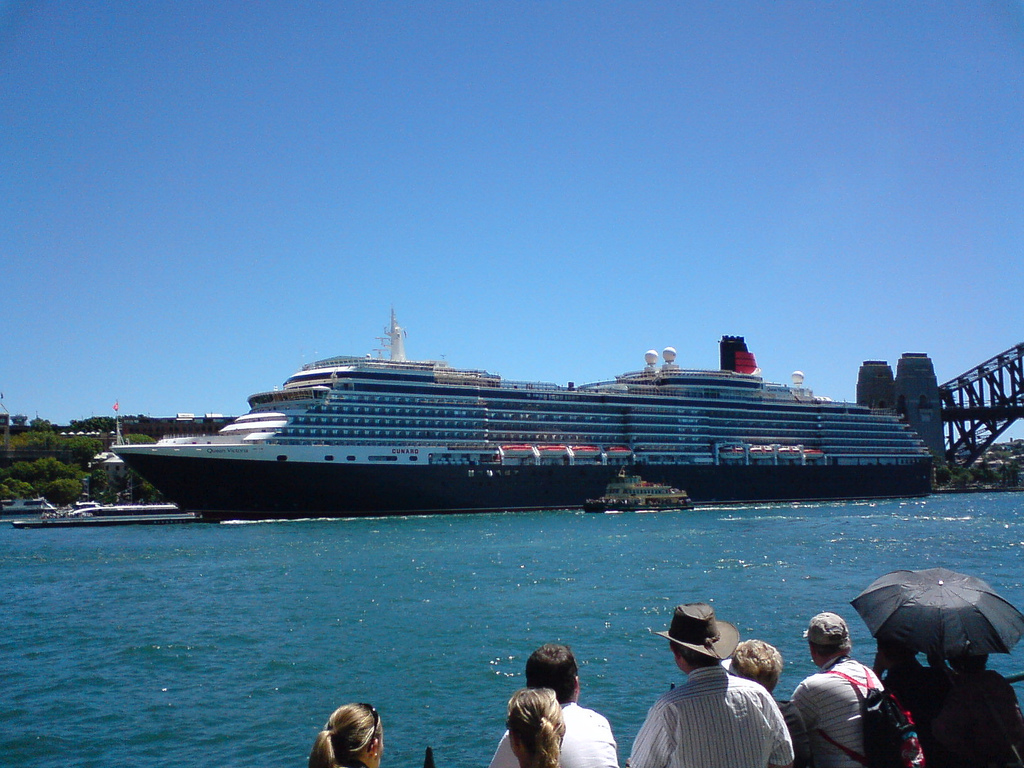
El Queen Victoria en Circular Quay, Sídney, en abril de 2009

En mayo de 2008, el Queen Victoria colisionó contra un muelle en Malta, debido al mal funcionamiento de sus propulsores. Sin embargo el daño fue mínimo, y podía seguir en funcionamiento, pero las reparaciones significaron una pérdida de un puerto de escala en La Goulette.
El Queen Victoria completó su tercer Crucero Mundial en 2010, donde estuvo acompañado por el capitán Chris Wells, quien estaba a bordo para familiarizarse con el barco antes de tomar el mando del MS Queen Elizabeth a finales de 2010. Durante una escala en Sídney, el barco fue iluminado en color rosa como señal de apoyo al Breast Cancer Research.
En octubre de 2011 cambió su puerto de registro a Hamilton, Bermudas, con el motivo de ofrecer bodas a bordo.

## Diseño

### Exterior

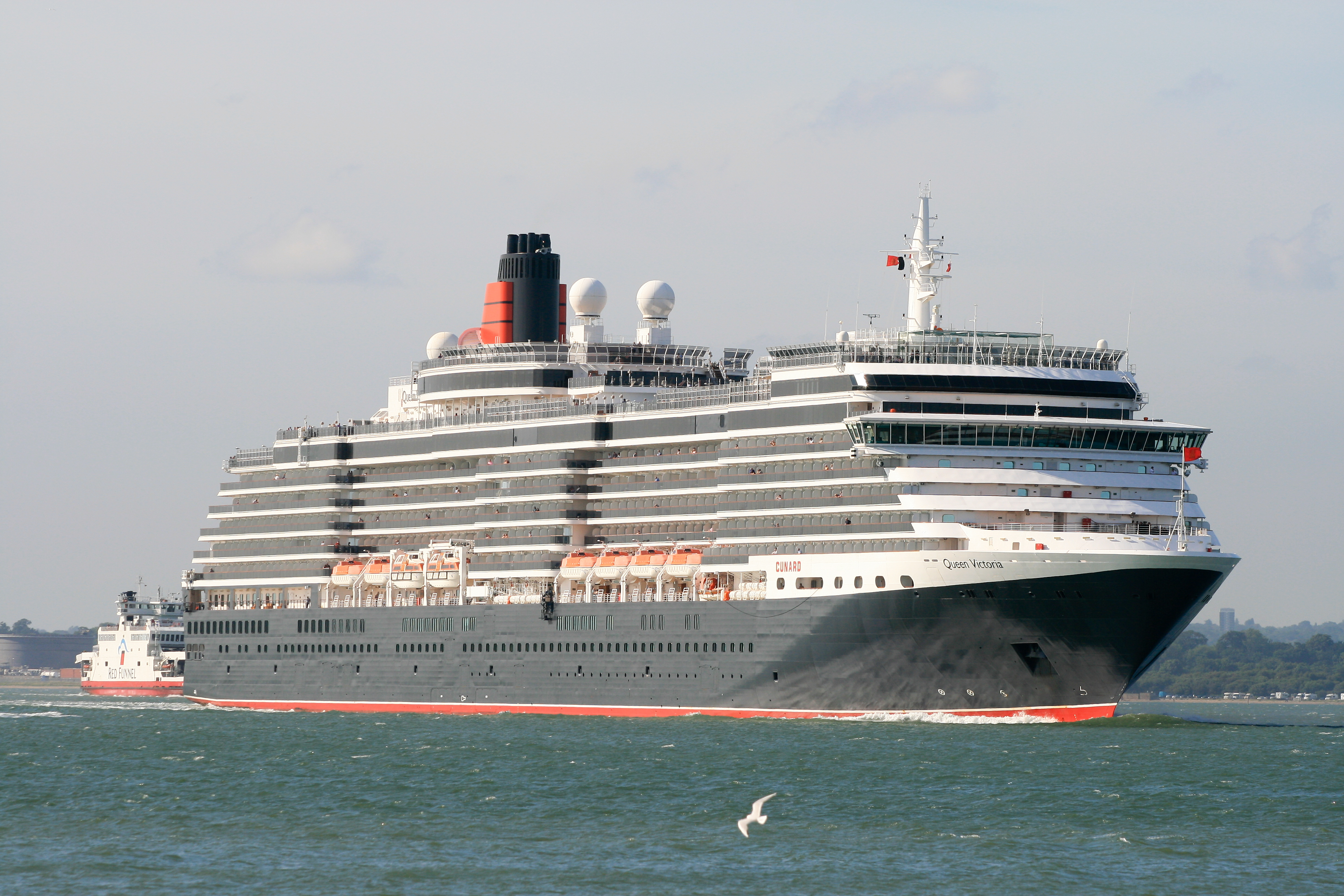
El Queen Victoria en Southampton, 2013

El diseño exterior del Queen Victoria se asemeja a la de los demás barcos clase Vista construidos para la Holland America Line y la P&O Cruises, como el MS Zuiderdam, con una cubierta de pasajeros, balcones privados y un techo de cristal retráctil. Pero su diseño ha sido modificado para así tener una mayor eslora.
Una de las características que lo distinguen de su buque gemelo, el MS Queen Elizabeth, es su popa más vertical, además de esto, carece de la cubierta de deportes techada, una característica presente en el nuevo barco.

### Interior

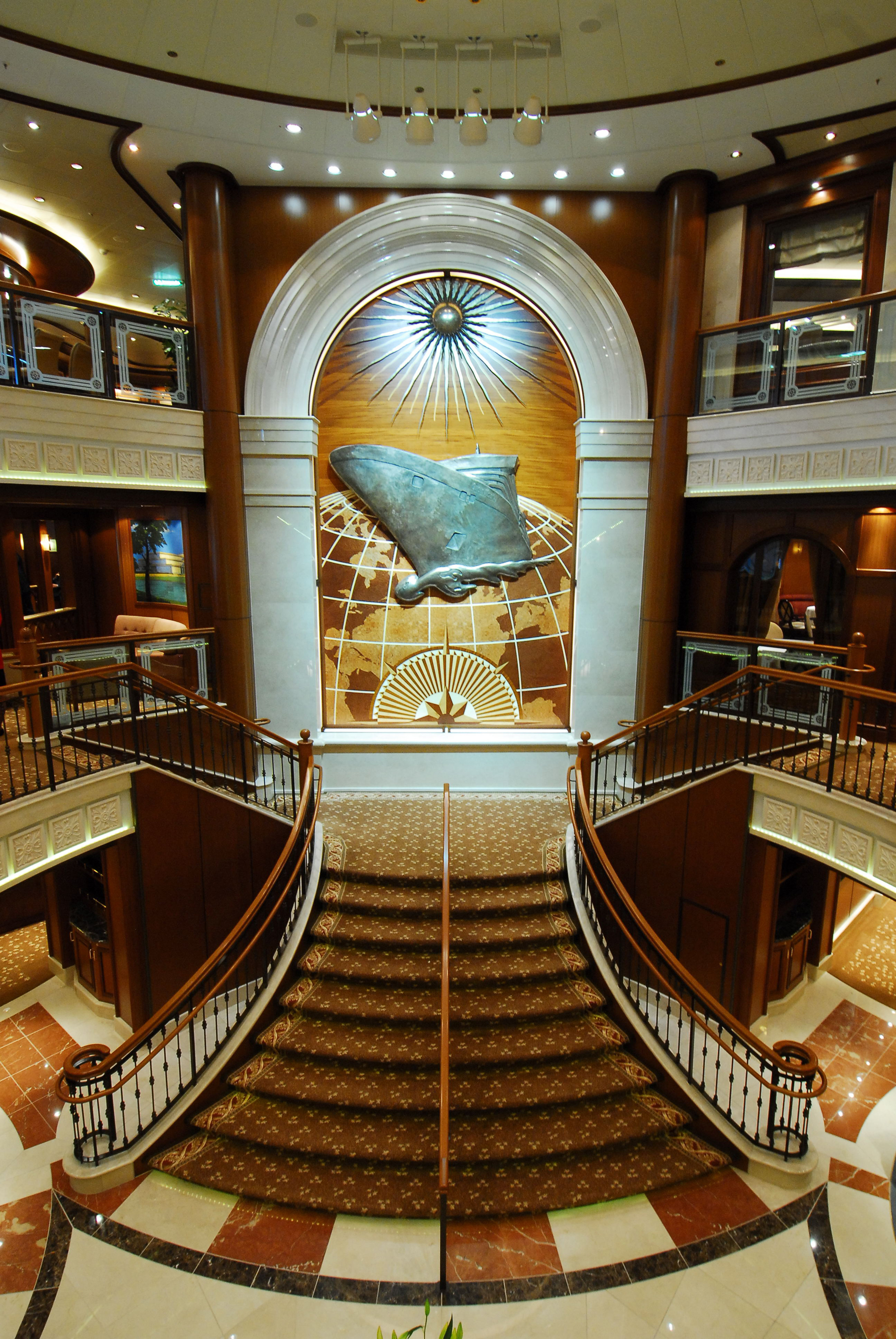
Vista de la escalinata del Grand Lobby, situada bajo una escultura del barco realizada por John McKenna

Las salas públicas del Queen Victoria se encuentran principalmente en las cubiertas 2 y 3 del barco. La cubierta 1, la cubierta más baja de pasajeros, se encuentra la parte baja del Grand Lobby, así como del "Royal Court Theatre". En la cubierta 2 se encuentra el nivel medio del "Royal Court Theatre", el casino, el "Golden Lion Pub", el "Queen's Room", el restaurante à la carte Todd English, el bar "Chart Room", y el nivel inferior de la biblioteca y del "Britannia Restaurant". El nivel inferior del teatro "Royal Arcade", el Midships Lounge, y el nivel superior de la biblioteca y del "Britannia Restaurant" se encuentran en la cubierta 3, junto con la cubierta de pasajeros.
Las cubiertas situadas encima de éstas contienen en su mayoría camarotes de pasajeros hasta la novena, donde se encuentra el spa y el "Cunard Health Club", el "Winter Garden Lounge", el restaurante Lido, y las dos piscinas al aire libre. En la cubierta 10 está el "Commodore Club", el "Churchill Lounge" (para fumadores) y la discoteca "Hemispheres". El "Queen's Grill" y el "Princess Grill" con sus salas de estar y un jardín interior, se encuentran en la cubierta 11.
A pesar de que el Queen Victoria es teóricamente un barco sin clases, (el Queen Mary 2 y el Queen Elizabeth 2 siguieron la práctica de separar a los pasajeros en restaurantes diferentes en función del precio de la habitación en donde se hospedaranel "Britannia Restaurant" como estándar para cabinas normales, el "Princess Grill" como medio para las junior suites, y el "Queen's Grill" superior como superior para los ocupantes de suites de lujo), en realidad está dividido en tres clases, a pesar de que todas las otras salas públicas sean utilizadas por todos los pasajeros por igual.
El teatro del Queen Victoria es el primero en un barco en tener palcos privados. También tiene un jardín interior con un techo de cristal retráctil y una biblioteca de dos pisos con una escalera de caracol.

## Salones y áreas principales
- Teatro Royal Court
- Queens Room
- Queens Grill
- Biblioteca con más de 6.000 volúmenes en diferentes lenguas
- Spa
- Sala de conferencias
- Centro de internet
- Grand Lobby
- Britannia Restaurant
- Golden Lion
- Chart Room
- Champagne Bar
- Queens Arcade
- Todd English
- Cafe Carinthia